# 曲柔麗藻
曲柔麗藻（學名：Nitella flexilis），亦作柔曲麗藻，是一種棲息於淡水環境的麗藻屬輪藻。由於曲柔麗藻在藻類物種當中有着相對非常巨大的细胞大小及相對容易的培養，本物種常被用作藻類的模式生物。

## 形態特徵
作為一種容易生長的大型物種，本物種可長至通常軸長30-50cm，甚或至1公尺。

## 分佈
本物種見於除澳大利亚以外的世界各大洲，但以北半球為主。在歐洲的爱尔兰岛，有多個郡皆見其踪影，從戈尔韦的Eglinton Canal到唐郡和倫敦德里郡、以及Clare Island的River Dorree。